# Convolvulus tujuntauensis
Convolvulus tujuntauensis är en vindeväxtart som beskrevs av G.K. Kinzikaeva. Convolvulus tujuntauensis ingår i släktet vindor, och familjen vindeväxter. Inga underarter finns listade i Catalogue of Life.